# Dysstroma hulstata
Dysstroma hulstata är en fjärilsart som beskrevs av Taylor 1907. Dysstroma hulstata ingår i släktet Dysstroma och familjen mätare. Inga underarter finns listade i Catalogue of Life.